# Rochessauve
Rochessauve (okzitanisch: Ròchasauva) ist eine französische Gemeinde mit 484 Einwohnern (Stand: 1. Januar 2022) im Département Ardèche in der Region Auvergne-Rhône-Alpes; sie gehört zum Arrondissement Privas und zum Kanton Privas. Die Bewohner werden Rochessauvains genannt.

## Geographie
Rochessauve liegt etwa 17 Kilometer ostnordöstlich von Aubenas am Payre. Umgeben wird Rochessauve von den Nachbargemeinden Alissas im Norden, Chomérac im Nordosten und Osten, Saint-Bauzile im Osten, Saint-Pierre-la-Roche im Süden, Berzème im Südwesten sowie Freyssenet im Westen.

## Bevölkerungsentwicklung
| Jahr                       | 1962 | 1968 | 1975 | 1982 | 1990 | 1999 | 2006 | 2019 |
| Einwohner                  | 267  | 239  | 218  | 250  | 301  | 300  | 368  | 457  |
| Quellen: Cassini und INSEE |      |      |      |      |      |      |      |      |